# Strychnos moandaensis
Strychnos moandaensis är en tvåhjärtbladig växtart som beskrevs av De Wild.. Strychnos moandaensis ingår i släktet Strychnos och familjen Loganiaceae. Inga underarter finns listade i Catalogue of Life.